# محمية ميسا فيردي الوطنية

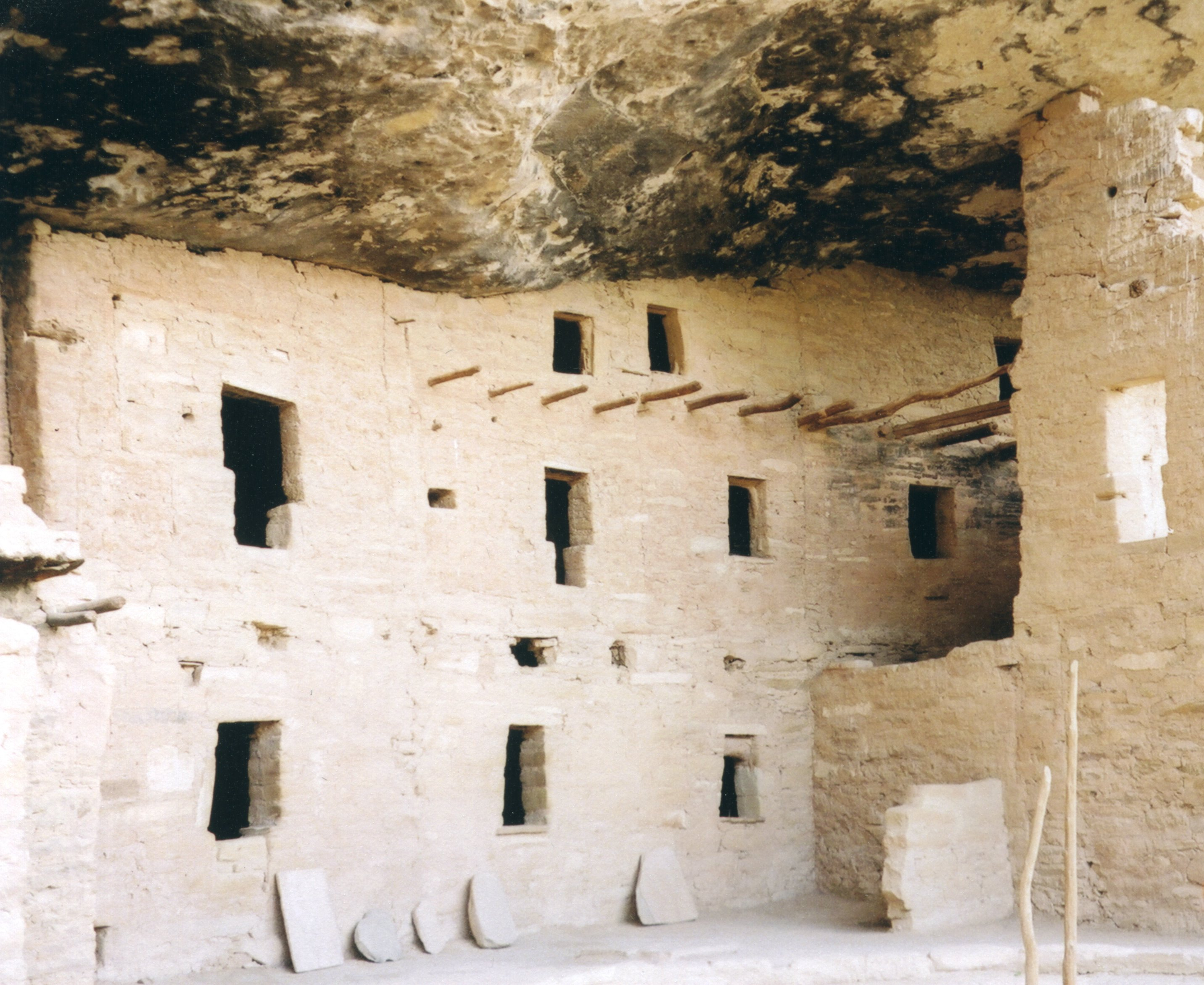
سبروس تري هاوس

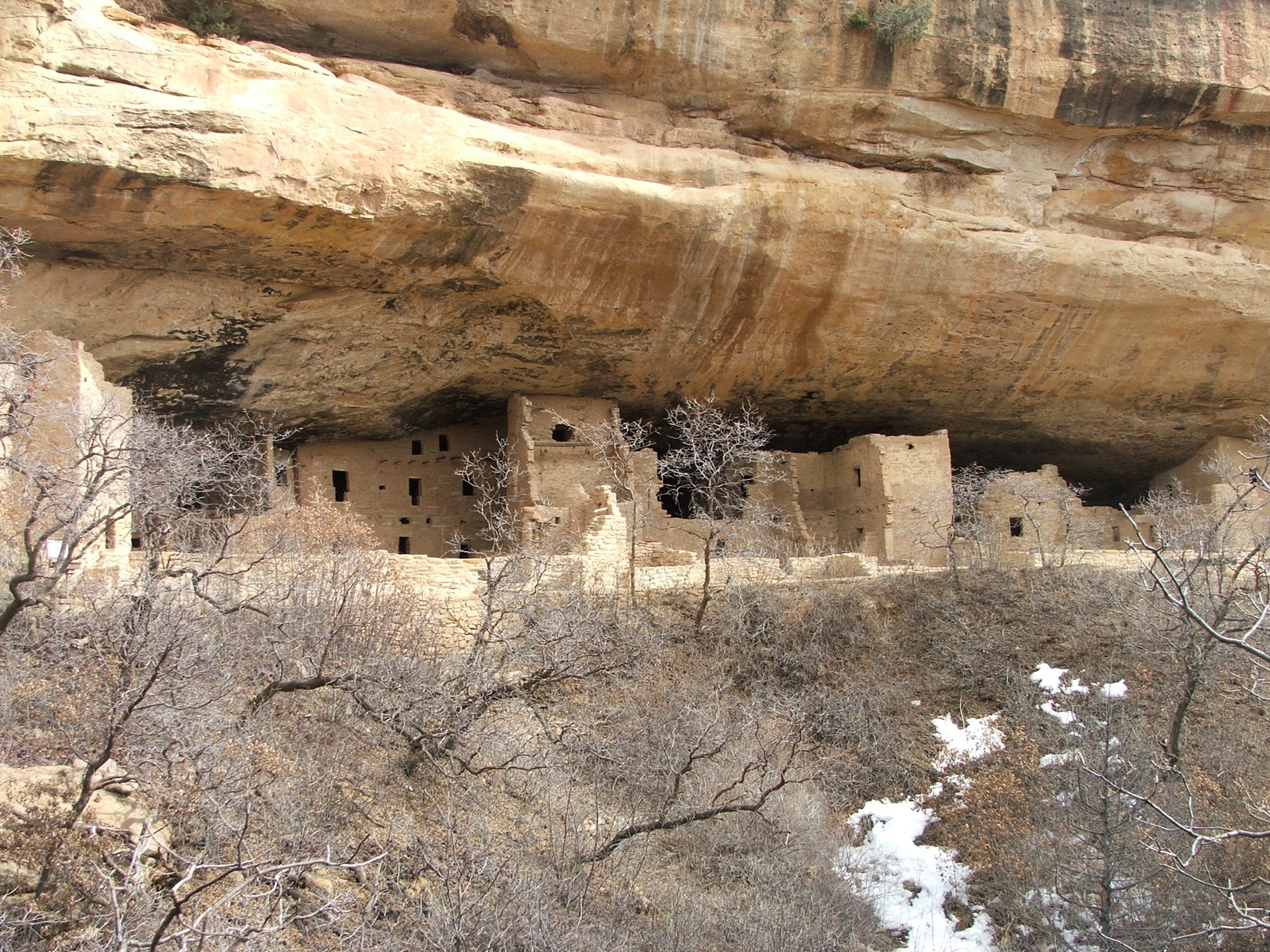
منظر مطول لسبروس تري هاوس

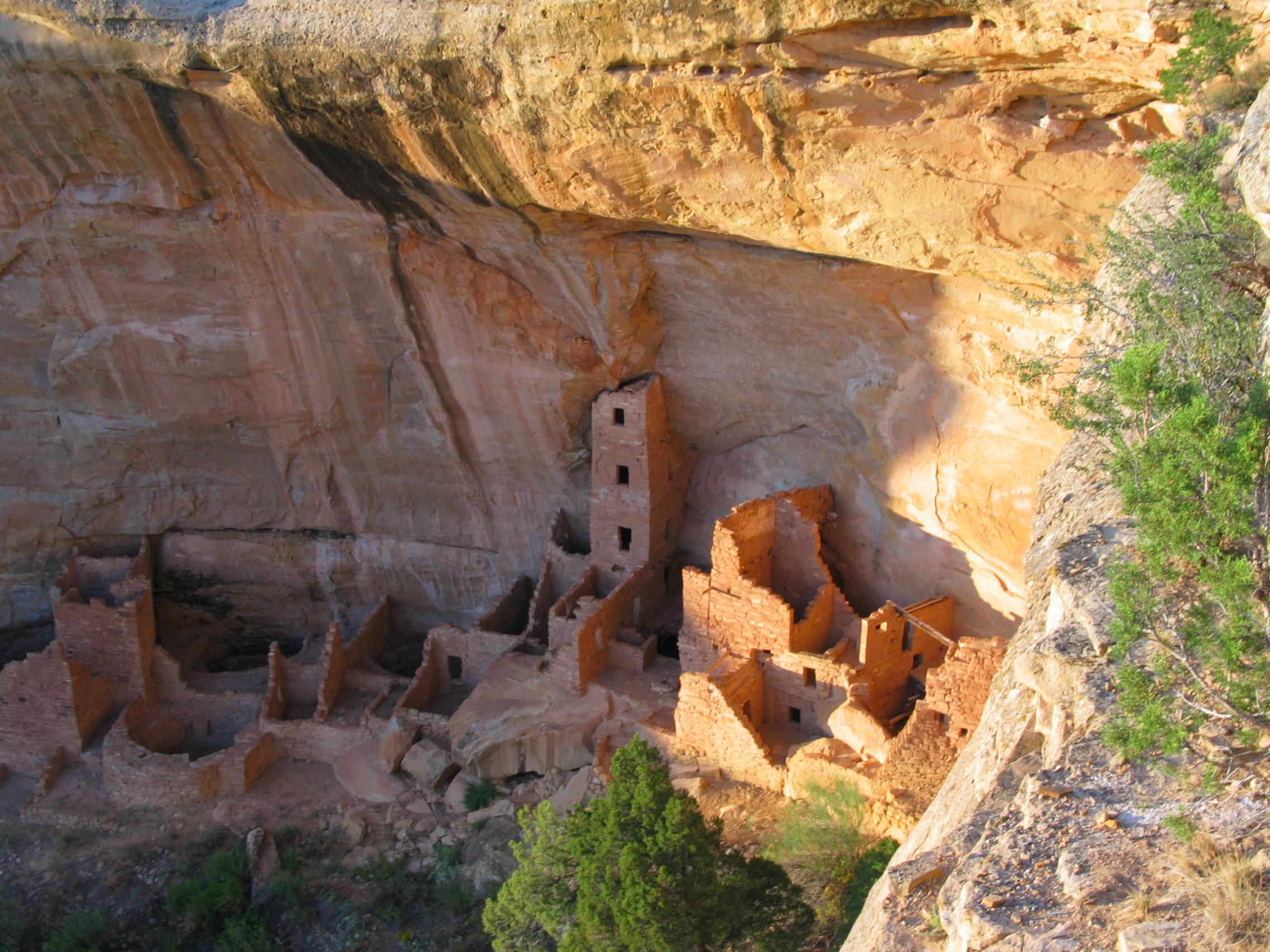

محمية ميسا فيردي الوطنية هي محمية وطنية أمريكية وأحد مواقع التراث العالمي التابعة لمنظمة اليونسكو، وتقع في مقاطعة مونتيزوما، كولورادو، الولايات المتحدة. وتم إنشاء المحمية سنة 1906م من قِبل الرئيس تيودور روزفلت لحماية بعض المنازل الصخرية التي لا تزال باقية في حالة جيدة في العالم، أو كما قال «للحفاظ على أعمال الإنسان». وتشغل الحديقة مساحة تبلغ 81.4 ميل مربع (211 كم2) بالقرب من منطقة فور كورنارز (Four Corners) وتضم العديد من أنقاض المنازل والقرى التي تم بناؤها من قِبل شعب بويبلون القديم، الذي يُسمى أحيانًا أناسازي. وهناك أكثر من 4000 موقع أثري وأكثر من 600 منزل صخري لشعب البويبلو في الموقع.
وقد سكن شعب أناسازي ميسا فيردي خلال الفترة ما بين 600م و1300م ميلادي، على الرغم من وجود أدلة على أنهم قد غادروا قبل نهاية القرن. وكانوا في الأساس مزارعين يقومون بزراعة المحاصيل بالقرب من هضاب الميسة. وكان المحصول الرئيس لهم هو الذرة الذي يشكل الجزء الأكبر من وجباتهم. وكان الرجال أيضًا صيادين، حيث كانت مهنة الصيد تزيد أيضًا من إمداداتهم الغذائية. وأشتهرت نساء أناسازي بنسج السلال الأنيقة. وتتمتع صناعة الفخار الخاصة بشعب أناسازي بنفس قدرة شهرة السلال؛ وتحظى القطع الأثرية التي تعود إليهم بقيمة عالية. ولم يحتفظ شعب أناسازي بأي سجلات مكتوبة.
وبحلول عام 750 ميلادي، أخذ الناس يبنون قرى مصنوعة من الطين أعلى الهضاب. وفي أواخر تسعينيات القرن الثاني عشر، بدأوا في بناء منازل صخرية التي يُعتبر منزل ميسا فيردي مثالاً شهيرًا عليها.
ويُعتبر ميسا فيردي مثالاً شهيرًا للمنازل الصخرية، وهي عبارة عن هياكل قد تم بناؤها داخل الكهوف وتحت بروز المنحدرات - منها على سبيل المثال كليف بالاس، الذي يُعتقد أنه المنزل الصخري الأكبر في أمريكا الشمالية. والمصطلح الإسباني Mesa Verde يعني باللغة الإنجليزية "green table" (الطاولة الخضراء). ويُعتقد أن هذا الموقع يضم بعض أبرز المواقع الأثرية.

## كتابات أخرى
- Richard West Sellars, A Very Large Array: Early Federal Historic Preservation--The Antiquities Act, Mesa Verde, and the National Park Service Act (background and legislative history) published by the University of New Mexico School of Law, 2007.
- Fewkes, J. Walter for the United States Department of the Interior. (1910). Reports of the Department of the Interior - 1909 - Volume 1. Washington, D.C.: Government Printing Office.
- Noble, David Grant. (1995). Ancient Ruins of the Southwest. Flagstaff, Arizona: Northland Publishing. ISBN 0-87358-530-5
- Nordenskiöld, Gustaf. (1893). Ruiner af Klippboningar I Mesa Verde's Cañons. Stockholm: P. A. Norstedt & Söner.
- Nordenskiöld, Gustaf. (1893) The Cliff Dwellings of the Mesa Verde, Chicago: P.A. Norstedt & Söner.
- Oppelt, Norman T. (1989) Guide to Prehistoric Ruins of the Southwest. Boulder, Colorado: Pruett Publishing. ISBN 0-87108-783-9.

## وصلات خارجية
- Mesa Verde National Park. National Park Service
- Mesa Verde Digital Media Archive (creative commons-licensed photos, laser scans, panoramas), data on Spruce Tree House, Fire Temple, and Square Tower House from a National Park Service/CyArk research partnership